# Thornborough (Buckinghamshire)
Thornborough est une paroisse civile et un village du Buckinghamshire, en Angleterre.